# Hemelberg
De Hemelberg is een heuvel in de Vlaamse Ardennen gelegen in Ronse in de Belgische provincie Oost-Vlaanderen. De helling wordt ook wel Hogerlucht genoemd naar de gelijknamige straat.
De Hemelberg ligt ten oosten van Broeke en ten westen van de Statieberg. 

## Wielrennen
De helling wordt in 2019 en 2020 in de E3 Prijs Harelbeke beklommen.